# Nassach (Spiegelberg)

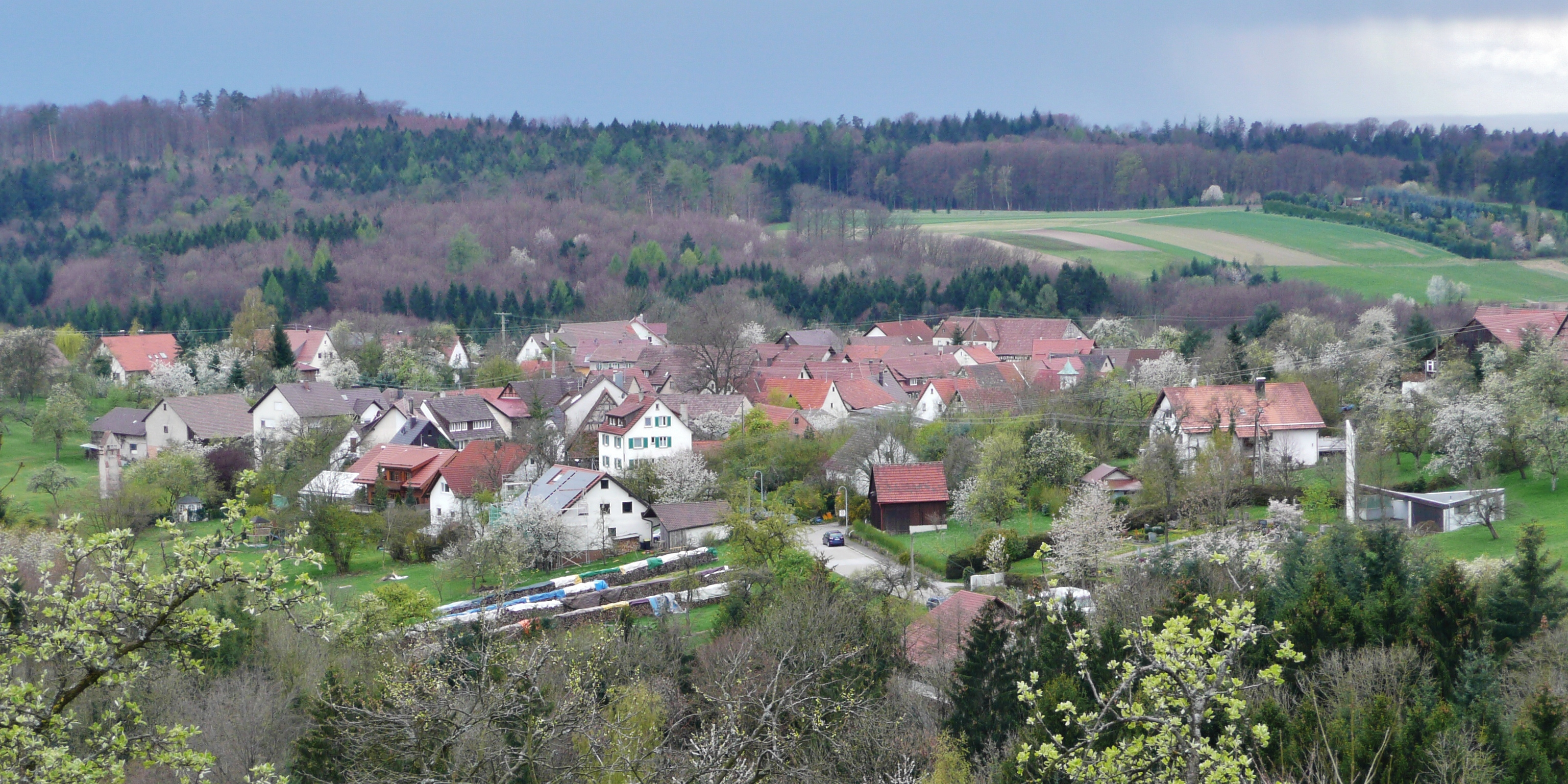
Ansicht von Nassach aus Nordosten

Nassach ist ein Ortsteil der Gemeinde Spiegelberg im Rems-Murr-Kreis. Das Dorf liegt 500 m ü. NN.
Nassach entstand wahrscheinlich im 11./12. Jahrhundert aus mehreren Einzelhöfen. 1357 kam der Ort zusammen mit Kurzach, Gronau und Prevorst und Oberstenfeld aus der Herrschaft Lichtenberg an Württemberg und zu Beilstein. Der Ort selbst wurde 1524 erstmals erwähnt. Nassach gehörte zum Amt und von 1803 bis zu dessen Auflösung 1810 zum Oberamt Beilstein und kam dann zum Oberamt Marbach. Seit 1938 gehörte Nassach zum Landkreis Backnang.
Die Gemeinde Nassach mit dem Dorf Nassach und dem Weiler Kurzach entstand 1843 aus Teilen der Gemeinde Gronau. Am 1. September 1971 wurde die Gemeinde mit einer Fläche von 7,17 km² nach Spiegelberg eingemeindet.